# 西村佳也
西村 佳也（にしむら よしなり 1942年1月18日 - ）は日本のコピーライター。東京都出身、早稲田大学第一政治経済学部卒業。

## 略歴・人物
学生時代に岡スタジオなる小規模の編集プロダクションに籍を置き、編集者として出発する。1969年にサントリーが設立した広告制作プロダクション、サン・アドに入社。後からサン・アドに入社した仲畑貴志と共に、上司の品田正平に鍛えられながら、トリスウイスキーやサントリーホワイト、サントリーレッド、サントリーオールド、サントリーリザーブなどのコピーを書き、下積み期間を経た後、1973年にサン・アドを退社し、自身のオフィス「ウェストビレッジ」を設立する。
翌1974年、日本硝子繊維協会の新聞広告を担当。事細かに取材しながら、様々な角度から掘り下げた内容が評判となる。翌1975年には、当時テレビで盛んに放送された国際羊毛事務局によるウールマークのCMの「ついてるかな、ウールマーク。」「触ってごらん、ウールだよ。」「素敵だね、このウール。」などのコピーでその名を知られるようになると、その後は西武百貨店やオンワード樫山、日産セドリックや日産シーマ、横浜ゴム「PRGR」等の広告コピーを書き続ける。また新聞広告では、長年に渡り、アートディレクターの長谷川好男と組んで、1986年から2000年頃まで全国紙に掲載されていた、サントリー山崎の「閑休自在」「悠々自滴」「異口同飲」などの全5段のコラム風広告のコピーを手掛けていたことで知られる。
有名なコピーには、サントリーブランデーX.Oの「時間は液体である。」、サントリー山崎の「なにも足さない、なにも引かない。」や、サントリー響の「ウイスキーは、聴くものである。」などといったモノがある。
2017年には宣伝会議のコピーライター養成講座開校60周年を記念した特別講座として、「西村佳也クラス」にて登壇する。